# Har Bnej Rasan
Har Bnej Rasan (hebrejsky: הר בני רסן, arabsky: تلّ الغسانية, Tal al-Ghasanija) je hora sopečného původu o nadmořské výšce 1072 metrů na Golanských výšinách, na syrském území od roku 1967 obsazeným Izraelem.
Nachází se ve východní části Golanských výšin, 16 kilometrů severovýchodně od města Kacrin a 22 kilometrů jihovýhodně od města Madždal Šams, 1 kilometr od linie izraelské kontroly.
Jde o vrch, který vystupuje cca 200 metrů nad okolní náhorní planinu. Je součástí pásu vyhaslých vulkánů lemujících východní okraj Golanských výšin. Severně odtud leží například výrazné vrcholy Har Bental a Har Avital, na jihu na něj navazuje hora Har Chozek. Jižně od hory leží také vesnice Alonej ha-Bašan, na severozápadní straně obec Ejn Zivan.
Na vrcholu hory bylo roku 1993 instalováno deset větrných elektráren (takzvaná Golanská větrná farma), které poskytují proud okolním vesnicím. Mají výšku 30 metrů a délku lopatek 18 metrů. Jižní, východní a západní svahy hory Har Bnej Rasan jsou začleněny do přírodní rezervace Reches Bašanit. Z vrcholu je kruhový výhled na celé Golanské výšiny a hluboko do vnitrozemí Sýrie.